# Puchar Świata w skokach narciarskich w Zakopanem

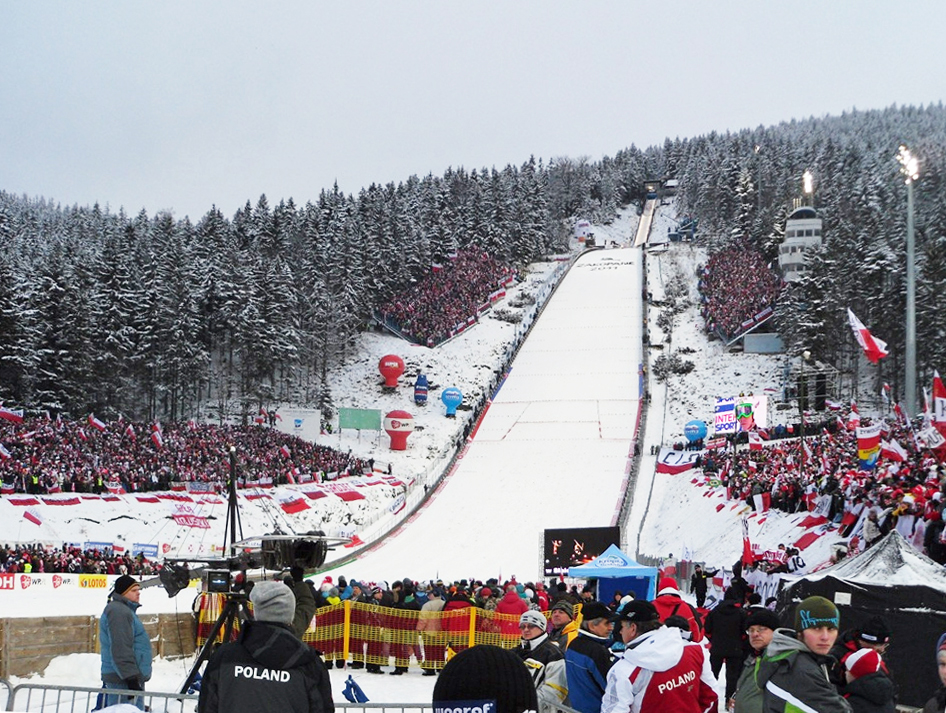
Konkurs PŚ na skoczni im. Stanisława Marusarza w Zakopanem - styczeń 2011

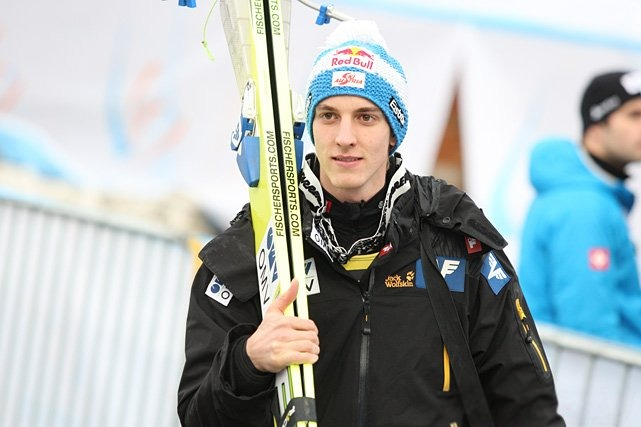
Gregor Schlierenzauer – pięciokrotny triumfator konkursów PŚ w Zakopanem

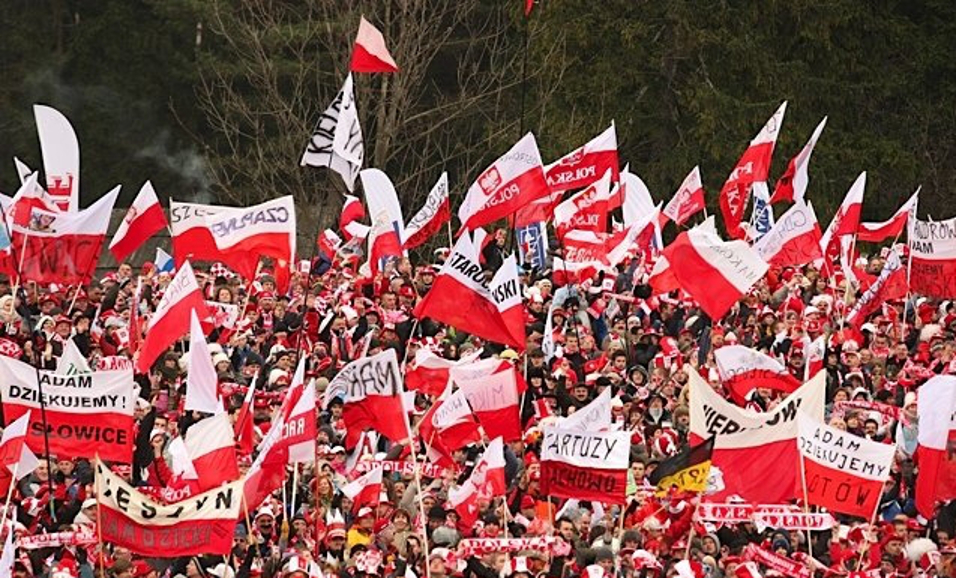
Polscy kibice pod skocznią w Zakopanem

Puchar Świata w skokach narciarskich w Zakopanem – zawody w skokach narciarskich, przeprowadzane w ramach Pucharu Świata w skokach narciarskich od inauguracji tej imprezy, czyli od roku 1980 (z przerwami w latach 1981–1989, 1991–1995, 1997 i 2000–2001). Areną zmagań jest skocznia im. Stanisława Marusarza w Zakopanem.

## Historia
Już podczas pierwszego zakopiańskiego konkursu – 26 stycznia 1980 – zwycięstwo odniósł Polak – Stanisław Bobak. Dzień później zwyciężył Piotr Fijas przed Bobakiem. Kolejne konkursy odbywały się w 1990, 1996, 1998 i 1999.
W 2002 roku, po sezonie przerwy, Zakopane ponownie znalazło się w kalendarzu Pucharu świata. Wprowadzono wówczas nową koncepcję wizerunku imprezy, uatrakcyjniając ją o elementy rozrywki. Uzyskano zgodę FIS na zamontowanie 60 tys. watów nagłośnienia i puszczanie muzyki w trakcie części sportowej, a także na umieszczenie sceny między kibicami. Dzięki m.in. Michałowi Sieczko (szef oprawy PŚ w Zakopanem) zawody były pierwszą imprezą w skokach narciarskich na świecie, podczas której skokom towarzyszyła muzyka. Na trybunach i wokół nich zgromadziło się około 100 tysięcy osób. W niedzielnym konkursie przeprowadzonym 20 stycznia zwycięstwo odniósł Adam Małysz. W kolejnych latach zawodnik ten regularnie zajmował miejsca na podium: w 2003 dwa razy trzecie, w 2004 dwa razy drugie, w 2005 dwa razy pierwsze. W kolejnych latach konkursy w Zakopanem wpisywały się w efekt małyszomanii.
W 2003 roku zawody PŚ w Zakopanem okazały się najlepszą imprezą sportową w Polsce, w 69. Plebiscycie Przeglądu Sportowego.
20 stycznia 2007 podczas pierwszego z konkursów doszło do groźnego upadku czeskiego skoczka Jana Mazocha. Skacząc wówczas w niestabilnych warunkach stracił równowagę w locie i wskutek tego upadku na wiele godzin stracił przytomność. W stanie krytycznym odwiedziono go do szpitala Uniwersytetu Jagiellońskiego w Krakowie i został wówczas wprowadzony w stan śpiączki farmakologicznej. Po kilku dniach wybudzanie go ze śpiączki zakończyło się powodzeniem.
Zawody Pucharu Świata w Zakopanem w roku 2011 składały się po raz pierwszy z trzech indywidualnych konkursów. 21 stycznia zwycięstwo odniósł Adam Małysz (pierwsze od prawie czterech lat, a zarazem swoje ostatnie – 39. – w PŚ), 23 stycznia triumfował z kolei Kamil Stoch, dla którego była to pierwsza wygrana w konkursie PŚ. W tym zawodach upadek w pierwszej serii miał Adam Małysz, jednak wyszedł z niego bez poważnych obrażeń. Rok później, 20 stycznia 2012, Stoch ponownie zwyciężył w konkursie PŚ w Zakopanem.
W sezonie 2012/2013 – 11 stycznia 2013 – po raz pierwszy w ramach PŚ w Zakopanem przeprowadzono konkurs drużynowy.
W sezonie 2020/2021 na Wielkiej Krokwi odbyły się aż 4 konkursy, ponieważ do Zakopanego przeniesiono odwołane z przyczyn epidemicznych zawody w Zhangjiakou.

## Podium poszczególnych konkursów PŚ w Zakopanem
| Lp  | Data             | Skocznia        | K / HS | Uwagi        | Szczegóły | 1. miejsce                                                                               | 2. miejsce                                                                                   | 3. miejsce                                                                                                 |
| --- | ---------------- | --------------- | ------ | ------------ | --------- | ---------------------------------------------------------------------------------------- | -------------------------------------------------------------------------------------------- | --- |
| 1.  | 26 stycznia 1980 | Średnia Krokiew | K82    | –            | 1980      | Stanisław Bobak                                                                          | Ivar Mobekk                                                                                  | Olaf Schmidt                                                                                               |
| 2.  | 27 stycznia 1980 | Wielka Krokiew  | K115   | –            | 1980      | Piotr Fijas                                                                              | Stanisław Bobak                                                                              | Ivar Mobekk                                                                                                |
| 3.  | 17 stycznia 1981 | Średnia Krokiew | K82    | –            | –         | odwołany                                                                                 | odwołany                                                                                     | odwołany                                                                                                   |
| 4.  | 18 stycznia 1981 | Wielka Krokiew  | K115   | –            | –         | odwołany                                                                                 | odwołany                                                                                     | odwołany                                                                                                   |
| 3.  | 17 stycznia 1990 | Wielka Krokiew  | K116   | –            | 1990      | Jens Weißflog                                                                            | Andreas Felder                                                                               | Ole Gunnar Fidjestøl                                                                                       |
| 4.  | 27 stycznia 1996 | Wielka Krokiew  | K116   | –            | 1996      | Primož Peterka                                                                           | Andreas Goldberger                                                                           | Reinhard Schwarzenberger                                                                                   |
| 5.  | 28 stycznia 1996 | Wielka Krokiew  | K116   | –            | 1996      | Andreas Goldberger                                                                       | Primož Peterka                                                                               | Ari-Pekka Nikkola                                                                                          |
| 6.  | 17 stycznia 1998 | Wielka Krokiew  | K116   | –            | 1998      | Kristian Brenden                                                                         | Janne Ahonen                                                                                 | Sven Hannawald                                                                                             |
| 7.  | 18 stycznia 1998 | Wielka Krokiew  | K116   | –            | 1998      | Primož Peterka                                                                           | Kazuyoshi Funaki                                                                             | Sven Hannawald                                                                                             |
| 8.  | 16 stycznia 1999 | Wielka Krokiew  | K116   | –            | 1999      | Stefan Horngacher                                                                        | Janne Ahonen                                                                                 | Tommy Ingebrigtsen                                                                                         |
| 9.  | 17 stycznia 1999 | Wielka Krokiew  | K116   | –            | 1999      | Janne Ahonen                                                                             | Kazuyoshi Funaki                                                                             | Stefan Horngacher                                                                                          |
| 10. | 18 grudnia 1999  | Wielka Krokiew  | K116   | –            | 1999      | Martin Schmitt                                                                           | Janne Ahonen                                                                                 | Lasse Ottesen                                                                                              |
| 11. | 19 grudnia 1999  | Wielka Krokiew  | K116   | –            | 1999      | Martin Schmitt                                                                           | Janne Ahonen                                                                                 | Andreas Widhölzl                                                                                           |
| 12. | 19 stycznia 2002 | Wielka Krokiew  | K120   | –            | 2002      | Matti Hautamäki                                                                          | Sven Hannawald                                                                               | Andreas Widhölzl                                                                                           |
| 13. | 20 stycznia 2002 | Wielka Krokiew  | K120   | –            | 2002      | Adam Małysz                                                                              | Sven Hannawald                                                                               | Matti Hautamäki                                                                                            |
| 14. | 18 stycznia 2003 | Wielka Krokiew  | K120   | nocny        | 2003      | Sven Hannawald                                                                           | Florian Liegl                                                                                | Adam Małysz                                                                                                |
| 15. | 19 stycznia 2003 | Wielka Krokiew  | K120   | –            | 2003      | Sven Hannawald                                                                           | Florian Liegl                                                                                | Adam Małysz                                                                                                |
| 16. | 17 stycznia 2004 | Wielka Krokiew  | K120   | nocny        | 2004      | Michael Uhrmann                                                                          | Adam Małysz                                                                                  | Bjørn Einar Romøren                                                                                        |
| 17. | 18 stycznia 2004 | Wielka Krokiew  | K120   | –            | 2004      | Martin Höllwarth                                                                         | Adam Małysz                                                                                  | Roar Ljøkelsøy                                                                                             |
| 18. | 29 stycznia 2005 | Wielka Krokiew  | HS134  | nocny        | 2005      | Adam Małysz Roar Ljøkelsøy                                                               | –                                                                                            | Risto Jussilainen                                                                                          |
| 19. | 30 stycznia 2005 | Wielka Krokiew  | HS134  | –            | 2005      | Adam Małysz                                                                              | Janne Ahonen                                                                                 | Roar Ljøkelsøy                                                                                             |
| 20. | 28 stycznia 2006 | Wielka Krokiew  | HS134  | nocny        | 2006      | Matti Hautamäki                                                                          | Tami Kiuru                                                                                   | Janne Ahonen                                                                                               |
| 21. | 29 stycznia 2006 | Wielka Krokiew  | HS134  | –            | 2006      | Matti Hautamäki                                                                          | Janne Ahonen                                                                                 | Thomas Morgenstern                                                                                         |
| 22. | 20 stycznia 2007 | Wielka Krokiew  | HS134  | nocny        | 2007      | Rok Urbanc                                                                               | Roar Ljøkelsøy                                                                               | Matti Hautamäki                                                                                            |
| 23. | 21 stycznia 2007 | Wielka Krokiew  | HS134  | –            | 2007      | odwołany                                                                                 | odwołany                                                                                     | odwołany                                                                                                   |
| 23. | 25 stycznia 2008 | Wielka Krokiew  | HS134  | nocny        | 2008      | Gregor Schlierenzauer                                                                    | Anders Jacobsen                                                                              | Thomas Morgenstern                                                                                         |
| 24. | 27 stycznia 2008 | Wielka Krokiew  | HS134  | –            | 2008      | Anders Bardal                                                                            | Thomas Morgenstern                                                                           | Simon Ammann                                                                                               |
| 25. | 16 stycznia 2009 | Wielka Krokiew  | HS134  | nocny        | 2009      | Wolfgang Loitzl                                                                          | Gregor Schlierenzauer                                                                        | Martin Schmitt                                                                                             |
| 26. | 17 stycznia 2009 | Wielka Krokiew  | HS134  | nocny        | 2009      | Gregor Schlierenzauer                                                                    | Wolfgang Loitzl                                                                              | Simon Ammann                                                                                               |
| 27. | 22 stycznia 2010 | Wielka Krokiew  | HS134  | nocny        | 2010      | Gregor Schlierenzauer                                                                    | Simon Ammann                                                                                 | Thomas Morgenstern                                                                                         |
| 28. | 23 stycznia 2010 | Wielka Krokiew  | HS134  | nocny        | 2010      | Gregor Schlierenzauer                                                                    | Simon Ammann                                                                                 | Thomas Morgenstern                                                                                         |
| 29. | 21 stycznia 2011 | Wielka Krokiew  | HS134  | nocny        | 2011      | Adam Małysz                                                                              | Andreas Kofler                                                                               | Severin Freund                                                                                             |
| 30. | 22 stycznia 2011 | Wielka Krokiew  | HS134  | nocny        | 2011      | Simon Ammann                                                                             | Thomas Morgenstern                                                                           | Tom Hilde                                                                                                  |
| 31. | 23 stycznia 2011 | Wielka Krokiew  | HS134  | –            | 2011      | Kamil Stoch                                                                              | Tom Hilde                                                                                    | Michael Uhrmann                                                                                            |
| 32. | 20 stycznia 2012 | Wielka Krokiew  | HS134  | nocny        | 2012      | Kamil Stoch                                                                              | Richard Freitag                                                                              | Andreas Kofler                                                                                             |
| 33. | 21 stycznia 2012 | Wielka Krokiew  | HS134  | nocny        | 2012      | Gregor Schlierenzauer                                                                    | Richard Freitag                                                                              | Anders Bardal                                                                                              |
| 34. | 11 stycznia 2013 | Wielka Krokiew  | HS134  | nocny, druż. | 2013      | Słowenia 1. Jurij Tepeš 2. Robert Kranjec 3. Jaka Hvala 4. Peter Prevc                   | Polska 1. Piotr Żyła 2. Maciej Kot 3. Krzysztof Miętus 4. Kamil Stoch                        | Austria 1. Wolfgang Loitzl 2. Andreas Kofler 3. Thomas Morgenstern 4. Stefan Kraft                         |
| 35. | 12 stycznia 2013 | Wielka Krokiew  | HS134  | nocny        | 2013      | Anders Jacobsen                                                                          | Anders Bardal                                                                                | Kamil Stoch                                                                                                |
| 36. | 18 stycznia 2014 | Wielka Krokiew  | HS134  | nocny, druż. | 2014      | Słowenia 1. Jurij Tepeš 2. Robert Kranjec 3. Jernej Damjan 4. Peter Prevc                | Niemcy 1. Andreas Wank 2. Richard Freitag 3. Andreas Wellinger 4. Severin Freund             | Austria 1. Michael Hayböck 2. Manuel Poppinger 3. Thomas Diethart 4. Gregor Schlierenzauer                 |
| 37. | 19 stycznia 2014 | Wielka Krokiew  | HS134  | –            | 2014      | Anders Bardal                                                                            | Peter Prevc                                                                                  | Richard Freitag                                                                                            |
| 38. | 17 stycznia 2015 | Wielka Krokiew  | HS134  | nocny, druż. | 2015      | Niemcy 1. Michael Neumayer 2. Marinus Kraus 3. Richard Freitag 4. Severin Freund         | Austria 1. Michael Hayböck 2. Gregor Schlierenzauer 3. Thomas Diethart 4. Stefan Kraft       | Słowenia 1. Jurij Tepeš 2. Nejc Dežman 3. Jernej Damjan 4. Peter Prevc                                     |
| 39. | 18 stycznia 2015 | Wielka Krokiew  | HS134  | –            | 2015      | Kamil Stoch                                                                              | Stefan Kraft                                                                                 | Severin Freund                                                                                             |
| 40. | 23 stycznia 2016 | Wielka Krokiew  | HS134  | nocny, druż. | 2016      | Norwegia 1. Andreas Stjernen 2. Anders Fannemel 3. Daniel-André Tande 4. Kenneth Gangnes | Austria 1. Stefan Kraft 2. Manuel Poppinger 3. Manuel Fettner 4. Michael Hayböck             | Polska 1. Andrzej Stękała 2. Maciej Kot 3. Stefan Hula 4. Kamil Stoch                                      |
| 41. | 24 stycznia 2016 | Wielka Krokiew  | HS134  | nocny        | 2016      | Stefan Kraft                                                                             | Michael Hayböck                                                                              | Peter Prevc                                                                                                |
| 42. | 21 stycznia 2017 | Wielka Krokiew  | HS134  | nocny, druż. | 2017      | Niemcy 1. Markus Eisenbichler 2. Stephan Leyhe 3. Andreas Wellinger 4. Richard Freitag   | Polska 1. Piotr Żyła 2. Maciej Kot 3. Dawid Kubacki 4. Kamil Stoch                           | Słowenia 1. Jurij Tepeš 2. Peter Prevc 3. Jernej Damjan 4. Domen Prevc                                     |
| 43. | 22 stycznia 2017 | Wielka Krokiew  | HS134  | nocny        | 2017      | Kamil Stoch                                                                              | Andreas Wellinger                                                                            | Richard Freitag                                                                                            |
| 44. | 27 stycznia 2018 | Wielka Krokiew  | HS140  | nocny, druż. | 2018      | Polska 1. Maciej Kot 2. Stefan Hula 3. Dawid Kubacki 4. Kamil Stoch                      | Niemcy 1. Markus Eisenbichler 2. Stephan Leyhe 3. Andreas Wellinger 4. Richard Freitag       | Norwegia 1. Anders Fannemel 2. Johann André Forfang 3. Marius Lindvik 4. Andreas Stjernen                  |
| 45. | 28 stycznia 2018 | Wielka Krokiew  | HS140  | nocny        | 2018      | Anže Semenič                                                                             | Andreas Wellinger                                                                            | Peter Prevc                                                                                                |
| 46. | 19 stycznia 2019 | Wielka Krokiew  | HS140  | nocny, druż. | 2019      | Niemcy 1. Karl Geiger 2. Markus Eisenbichler 3. David Siegel 4. Stephan Leyhe            | Austria 1. Daniel Huber 2. Jan Hörl 3. Michael Hayböck 4. Stefan Kraft                       | Polska 1. Piotr Żyła 2. Maciej Kot 3. Kamil Stoch 4. Dawid Kubacki                                         |
| 47. | 20 stycznia 2019 | Wielka Krokiew  | HS140  | nocny        | 2019      | Stefan Kraft                                                                             | Robert Johansson                                                                             | Yukiya Satō                                                                                                |
| 48. | 25 stycznia 2020 | Wielka Krokiew  | HS140  | nocny, druż. | 2020      | Niemcy 1. Constantin Schmid 2. Markus Eisenbichler 3. Stephan Leyhe 4. Karl Geiger       | Norwegia 1. Marius Lindvik 2. Robert Johansson 3. Daniel-André Tande 4. Johann André Forfang | Słowenia 1. Anže Lanišek 2. Domen Prevc 3. Timi Zajc 4. Peter Prevc                                        |
| 49. | 26 stycznia 2020 | Wielka Krokiew  | HS140  | nocny        | 2020      | Kamil Stoch                                                                              | Stefan Kraft                                                                                 | Dawid Kubacki                                                                                              |
| 50. | 16 stycznia 2021 | Wielka Krokiew  | HS140  | nocny, druż. | 2021      | Austria 1. Michael Hayböck 2. Jan Hörl 3. Philipp Aschenwald 4. Daniel Huber             | Polska 1. Piotr Żyła 2. Kamil Stoch 3. Andrzej Stękała 4. Dawid Kubacki                      | Norwegia 1. Daniel-André Tande 2. Halvor Egner Granerud 3. Marius Lindvik 4. Robert Johansson              |
| 51. | 17 stycznia 2021 | Wielka Krokiew  | HS140  | nocny        | 2021      | Marius Lindvik                                                                           | Anže Lanišek                                                                                 | Robert Johansson                                                                                           |
| 52. | 13 lutego 2021   | Wielka Krokiew  | HS140  | nocny        | 2021      | Ryōyū Kobayashi                                                                          | Andrzej Stękała                                                                              | Marius Lindvik                                                                                             |
| 53. | 14 lutego 2021   | Wielka Krokiew  | HS140  | nocny        | 2021      | Halvor Egner Granerud                                                                    | Anže Lanišek                                                                                 | Robert Johansson                                                                                           |
| 54. | 15 stycznia 2022 | Wielka Krokiew  | HS140  | nocny, druż. | 2022      | Słowenia 1. Lovro Kos 2. Peter Prevc 3. Timi Zajc 4. Anže Lanišek                        | Niemcy 1. Severin Freund 2. Stephan Leyhe 3. Markus Eisenbichler 4. Karl Geiger              | Japonia 1. Yukiya Satō 2. Junshirō Kobayashi 3. Naoki Nakamura 4. Ryōyū Kobayashi                          |
| 55. | 16 stycznia 2022 | Wielka Krokiew  | HS140  | nocny        | 2022      | Marius Lindvik                                                                           | Karl Geiger                                                                                  | Anže Lanišek                                                                                               |
| 56. | 14 stycznia 2023 | Wielka Krokiew  | HS140  | nocny, druż. | 2023      | Austria 1. Daniel Tschofenig 2. Michael Hayböck 3. Manuel Fettner 4. Stefan Kraft        | Polska 1. Kamil Stoch 2. Piotr Żyła 3. Paweł Wąsek 4. Dawid Kubacki                          | Niemcy 1. Markus Eisenbichler 2. Philipp Raimund 3. Karl Geiger 4. Andreas Wellinger                       |
| 57. | 15 stycznia 2023 | Wielka Krokiew  | HS140  | nocny        | 2023      | Halvor Egner Granerud                                                                    | Dawid Kubacki                                                                                | Stefan Kraft                                                                                               |
| 58. | 20 stycznia 2024 | Wielka Krokiew  | HS140  | nocny, druż. | PT        | Austria 1. Michael Hayböck 2. Manuel Fettner 3. Jan Hörl 4. Stefan Kraft                 | Słowenia 1. Lovro Kos 2. Domen Prevc 3. Peter Prevc 4. Anže Lanišek                          | Niemcy 1. Pius Paschke 2. Karl Geiger 3. Stephan Leyhe 4. Andreas Wellinger                                |
| 59. | 21 stycznia 2024 | Wielka Krokiew  | HS140  | nocny        | PT        | Stefan Kraft                                                                             | Andreas Wellinger                                                                            | Anže Lanišek                                                                                               |
| 60. | 18 stycznia 2025 | Wielka Krokiew  | HS140  | nocny, druż. | 2025      | Austria 1. Jan Hörl 2. Maximilian Ortner 3. Stefan Kraft 4. Daniel Tschofenig            | Słowenia 1. Lovro Kos 2. Timi Zajc 3. Domen Prevc 4. Anže Lanišek                            | Norwegia 1. Kristoffer Eriksen Sundal 2. Benjamin Østvold 3. Halvor Egner Granerud 4. Johann André Forfang |
| 61. | 19 stycznia 2025 | Wielka Krokiew  | HS140  | nocny        | 2025      | Daniel Tschofenig                                                                        | Johann André Forfang                                                                         | Jan Hörl                                                                                                   |

## Najwięcej razy na podium w konkursach indywidualnych
Uwzględnieni zawodnicy, którzy zdobyli minimum 2 miejsca na podium (stan na 19 stycznia 2025)
| Miejsce | Imię i nazwisko       | Kraj       | 1. miejsce | 2. miejsce | 3. miejsce | Razem |
| ------- | --------------------- | ---------- | ---------- | ---------- | ---------- | ----- |
| 1.      | Gregor Schlierenzauer | Austria    | 5          | 1          | 0          | 6     |
| 2.      | Kamil Stoch           | Polska     | 5          | 0          | 1          | 6     |
| 3.      | Adam Małysz           | Polska     | 4          | 2          | 2          | 8     |
| 4.      | Stefan Kraft          | Austria    | 3          | 2          | 1          | 6     |
| 5.      | Matti Hautamäki       | Finlandia  | 3          | 0          | 2          | 5     |
| 6.      | Sven Hannawald        | Niemcy     | 2          | 2          | 2          | 6     |
| 7.      | Anders Bardal         | Norwegia   | 2          | 1          | 1          | 4     |
| 8.      | Primož Peterka        | Słowenia   | 2          | 1          | 0          | 3     |
| 9.      | Martin Schmitt        | Niemcy     | 2          | 0          | 1          | 3     |
| 9.      | Marius Lindvik        | Norwegia   | 2          | 0          | 1          | 3     |
| 11.     | Halvor Egner Granerud | Norwegia   | 2          | 0          | 0          | 2     |
| 12.     | Janne Ahonen          | Finlandia  | 1          | 6          | 1          | 8     |
| 13.     | Simon Ammann          | Szwajcaria | 1          | 2          | 2          | 5     |
| 14.     | Roar Ljøkelsøy        | Norwegia   | 1          | 1          | 2          | 4     |
| 15.     | Stanisław Bobak       | Polska     | 1          | 1          | 0          | 2     |
| 15.     | Andreas Goldberger    | Austria    | 1          | 1          | 0          | 2     |
| 15.     | Anders Jacobsen       | Norwegia   | 1          | 1          | 0          | 2     |
| 18.     | Stefan Horngacher     | Austria    | 1          | 0          | 1          | 2     |
| 18.     | Michael Uhrmann       | Niemcy     | 1          | 0          | 1          | 2     |
| 20.     | Andreas Wellinger     | Niemcy     | 0          | 3          | 0          | 3     |
| 21.     | Thomas Morgenstern    | Austria    | 0          | 2          | 4          | 6     |
| 22.     | Richard Freitag       | Niemcy     | 0          | 2          | 2          | 4     |
| 22.     | Anže Lanišek          | Słowenia   | 0          | 2          | 2          | 4     |
| 24.     | Florian Liegl         | Austria    | 0          | 2          | 0          | 2     |
| 24.     | Kazuyoshi Funaki      | Japonia    | 0          | 2          | 0          | 2     |
| 26.     | Peter Prevc           | Słowenia   | 0          | 1          | 2          | 3     |
| 26.     | Robert Johansson      | Norwegia   | 0          | 1          | 2          | 3     |
| 28.     | Tom Hilde             | Norwegia   | 0          | 1          | 1          | 2     |
| 28.     | Andreas Kofler        | Austria    | 0          | 1          | 1          | 2     |
| 28.     | Ivar Mobekk           | Norwegia   | 0          | 1          | 1          | 2     |
| 28.     | Dawid Kubacki         | Polska     | 0          | 1          | 1          | 2     |
| 32.     | Andreas Widhölzl      | Austria    | 0          | 0          | 2          | 2     |
| 32.     | Severin Freund        | Niemcy     | 0          | 0          | 2          | 2     |

## Najwięcej razy na podium według państw
stan na 19 stycznia 2025
| Miejsce | Państwo    | Zwycięstwa | 2. miejsca | 3. miejsca | Razem |
| ------- | ---------- | ---------- | ---------- | ---------- | ----- |
| 1.      | Austria    | 17         | 15         | 13         | 45    |
| 2.      | Polska     | 12         | 9          | 6          | 27    |
| 3.      | Niemcy     | 9          | 10         | 10         | 29    |
| 4.      | Norwegia   | 9          | 8          | 15         | 32    |
| 5.      | Słowenia   | 7          | 6          | 6          | 19    |
| 6.      | Finlandia  | 4          | 7          | 5          | 16    |
| 7.      | Szwajcaria | 1          | 2          | 2          | 5     |
| 8.      | Japonia    | 1          | 2          | 2          | 5     |
| 9.      | NRD        | 1          | 0          | 1          | 2     |